# Justice Sandjon
Justin Eden Djeumen Sandjon, becenevén Jessy (Kribi, 1972. augusztus 3. –) egykori kameruni labdarúgó.

## Pályafutása
Az 1990-es évek elején az első légiósok között érkezett Magyarországra Jessy Justice Eden, aki a legnépszerűbb kameruni együttes, a Canon Yaoundé után próbált szerencsét a Ferencvárosnál. A zöldek azonban nem tartottak igényt a kőkemény játékosra, aki annak idején nem kis feltűnést keltett az edzéseken, amikor hergelve magát a kapufát fejelgette kobakjával.
A játékos egy kis békéscsabai kitérő után az 1993-94-es évadban az MTK-ban, majd két esztendeig a Vasasban szerepelt, 46 mérkőzésen egyetlen találatot szerzett, még 1995. november 4-én, a Békéscsaba elleni 1-1 alkalmával.
A bal oldali védő ezt követően a belga Eendracht Aalstba szerződött (ahol együtt játszott Bánfi Jánossal), majd következett a Germinal Beerschot (ott Kovács Ervinnel rúgta együtt a labdát). Jessy utoljára a harmadosztályú FC Denderleeuw gárdáját erősítette.